# Xenaspis pedunculata
Xenaspis pedunculata är en tvåvingeart som beskrevs av Günther Enderlein 1924. Xenaspis pedunculata ingår i släktet Xenaspis och familjen bredmunsflugor. Inga underarter finns listade i Catalogue of Life.